# Vetélés
A vetélés (latinul abortus spontaneus) az emberi megtermékenyített petesejtnek elhajtása idő előtt az anya méhéből. Megkülönböztetésül a koraszüléstől, vetélésnek nevezik az idő előtt való megszületést embernél akkor, ha az a terhesség 24. hetéig következik be, amikor rendszerint nem életre való még a magzat, míg a 24. héttől fogva vagy 500 gramm tömeg felett a korán született gyermek kellő gondozással többnyire életben tartható. 
A petesejt a méhben elhalhat, és az elhalt pete leszakadhat a méhfalról. A pete halálát okozhatja, ha az anya egyéb fertőző megbetegedésben szenved. A méh megbetegedései, gyulladása, elgörbülése, erős megrázkódtatása, megütése, ingerlése forró fürdőkkel stb. is vetélésre vezetnek. Épp úgy nagy lelki felindulás, ijedtség lehetnek megindítói a vetélésnek. Gyógyszerekkel is (abortív szerek) lehet vetélést előidézni. 
Magyarországon az abortusztabletta és -injekció használata tiltott.
Mesterségesen is előidézhető a vetélés. Az orvosnak mesterségesen meg kell szakítani a terhességet, ha az anya élete a terhesség következtében veszélyben van.
Krónikus ólommérgezésnél gyakori a vetélés; kábítószer-élvező nők esetében a drog megöli a fejlődő magzatot, vagy születése után drogfüggő lesz az újszülött.

## A vetélés folyamata
A készülő vagy bekövetkező vetélés jelei a vérzés, amely a pete ágyának (decidua) elszakadt véredényeiből ered. A vér a pete burkaiba ömlik, ott megalvad és a petét eltorzítja, üszökké változtatja (vérmóla, húsmóla). 
Más a fürtös móla vagy hólyagos üszök. Ez a pete bolyhainak megbetegedése. Minden bolyhocska hólyaggá fajul el (myxoma chorii), ami a petét tönkreteszi és előbb-utóbb vetéléshez vezet. A vérzéssel megtörténik a pete leválása a méh belső lapjáról, és csakhamar a vetélés második jele: a fájás is mutatkozik, ami a méh összehúzódásaival jár. 
A fájás és vérzés egyszerre is jelentkezhetnek és elválasztva a petét ágyától, kihajtják a méhűrből. A vérzés néha igen erős lehet és veszélyeztetheti az anya életét is. Megeshet, hogy vetélésnél a magzatburkok megrepedésével előbb csak a magzatot hajtja ki magából a méh, és a pete többi részei, a lepény és a burkok visszamaradnak. Ilyen tökéletlen vetélés újabb veszélyeket rejt magában, ha idejében nem érkezik orvosi segítség. 
A vérzésen kívül veszélyes, ha a petében vagy a méhűrben visszamaradt peterészletek rothadásnak indultak, amikor az anya szervezete vérmérgezésnek van kitéve, aminek első jele a láz, második a bűzös kifolyás a nemi szervekből. Ilyenkor a méh tartalmát mesterségesen kell kiüríteni.

## Spontán vetélések okai és kezelésük
Vetélésnek nevezzük a terhesség 24. hete előtti megszakadását, ha a magzat, világra jövetelkor életműködéseket nem mutat, és tömege nem éri el a mintegy 600 grammot. A vetélést spontánnak nevezzük, ha észlelhető külső behatás nélkül következik be. A terhes kérésére műtéti körülmények között, engedéllyel végzett terhességmegszakítást művi terhesség-megszakításnak (legális abortusznak) nevezzük. A nem megfelelő körülmények között, engedély nélkül megindított vetélés az illegális vagy kriminális abortusz („tiltott magzatelhajtás”).
A terhesség betöltött 16. hetéig a vetélés egyetlen szakaszban következik be, vagyis a magzat és mellékrészei (burkok, lepény) együtt távoznak. A 17. héttől a vetélés – a szüléshez hasonlóan – kétszakaszos: Előbb a magzat távozik, majd a lepényi fázisban a lepény. Mindkét esetben a vetélést ún. „fenyegető vetélés” (abortus imminens) jelzi előre, mely vérzéssel és alhasi fájdalommal jár, de a nyakcsatorna még zárt. Nyitott nyakcsatorna esetén, ha magzat és/vagy mellékrész még nem távozott, kezdődő vetélésről beszélünk (abortus incipiens). Ha a magzat és/vagy mellékrészei már távoztak, de a méh nem ürült ki teljesen, a vetélés tökéletlen (abortus incompletus). Teljes vagy komplett a vetélés, ha a méh teljesen kiürült(abortus completus). Missed abortion-ról (megkésett vetélésről) akkor beszélünk, ha a magzat elhal, de kilökődése spontán nem indul meg. A terhesség 6. hete előtt zajló vetélések egy szakaszban általában komplett módon zajlanak le.
A spontán vetélés szó szerint véve nem „spontán”, azaz ok nélküli. Kiváltó tényezőit hat csoportba szokás sorolni:
1. Sárgatest-elégtelenség: Ha a sárgatest a ciklus során nem termel elég progeszteront, a méhnyálkahártya nem tud felkészülni a megtermékenyített petesejt befogadására. A progeszteron a 6. hét végéig csak a petefészkekben, a 10. héttől túlnyomórészt a méhlepényben termelődik. A 6. és 10. hét között, sárgatest-elégtelenség esetén, jellemzően a 9. hét körül a petefészek már, a lepény még nem termel elég sárgatesthormont. Ezt nevezik az ún. lutoplacentáris shift időszakának. A következmény a magzat elhalása, a vetélés megkésése (missed abortion). Ebben az esetben a következő terhességet csak orvosi kezeléssel jól előkészített, szabályos ciklusok alatt szabad vállalni.
2. Ivarcsatorna (hüvely-méh) fertőzés: Bizonyos kórokozók a terhesség 16. hetétől képesek elérni a magzatburkok alsó felszínét, ott gyulladást váltanak ki, melynek következtében a burok megreped, és a magzat kilökődik. Az ok a férj fertőzése is lehet, pl. idült prosztata-gyulladás formájában.
3. Génhibák: A kromoszóma-rendellenességgel fejlődésnek indult magzatok többsége nem jön a világra. Ez alól a Down-szindrómások 30%-a és a Turner-szindrómások 2%-a jellemzően kivétel. A kromoszóma-hiba kialakulhat új mutációként vagy valamelyik szülő által hordozott, kiegyensúlyozott rendellenesség szerencsétlen következményeként. Ha az egyik szülő egyik kromoszómájának egy darabja letörik és átragad a másik kromoszómára (transzlokáció), az illető egészséges, mert sem génhiányban, sem génfeleslegben nem szenved. Véletlenszerűen előfordulhat, hogy a gyermek az említett kromoszómákból egy egészségeset és egy hiányosat vagy egy génfelesleggel rendelkezőt kap, így a transzlokáció kiegyensúlyozatlanná válik, és a többszörös, súlyos veleszületett rendellenesség világra jöttét csak a spontán vetélés akadályozhatja meg. Génhibára, illetve környezeti hatásra létrejövő rendellenességek esetén a spontán vetélés a rendellenesség súlyosságától függ. A hatujjú gyermek megszületésének nyilvánvalóan nincs akadálya, de más a helyzet például nyitott gerinc esetén.
4. Nőgyógyászati rendellenességek: A méh fejlődési rendellenességei, a méhnyálkahártya pusztulása (pl. tbc miatt), a méhfalak összenövése (Asherman-szindróma), túlzottan nagy, sok vagy kedvezőtlen helyzetű nyoma stb., mind-mind spontán vetélés okozói lehetnek.
5. Méhnyak-elégtelenség: A méhnyak-elégtelenség lehet elsődleges (a méh fejletlenségére vagy fejlődési rendellenességére visszavezethető), amikor a méhszáj tünetmentes megnyílása már az első terhesség során, jellemzően a 20. hét körül jelentkezik. Másodlagos a méhnyak-elégtelenség, ha a méhnyak záróizmainak sérülése egy korábbi szülés vagy nem szakszerűen végzett terhesség-megszakítása során elszenvedett méhnyak-sérülés következménye.
6. Immunológiai összeférhetetlenség: Ha a férj és a feleség antigénjei nagyon hasonlítanak egymáshoz, a magzatot védő ellenanyagok termelése megkéshet, ezáltal a magzat az idegen szövetekkel szemben agresszív nyiroksejtek (a „killer sejtek”) áldozatává válhat.

Aktívan a fenyegető vetélés gyógyítható. Szigorú ágynyugalom, enyhe nyugtatók, méhellazítók és kizárólagosan természetes progeszteron készítmények (Utrogestan) adásával (kapszula és hüvelytabletta formájában) a folyamat sok esetben visszafordítható. A már megindult vetélés esetén a folyamat spontán lezajlásáról gondoskodnak, steril körülmények között. Gyulladásos eredet gyanúja esetén antibiotikumot is alkalmaznak. A nyakcsatorna teljes kitágulását követően az elhalt magzatot vákuum-aspirátorral szívják ki a méhűrből, kis éles curette-kanállal ún. méhűri revíziót végeznek, hogy semmilyen magzati vagy magzati mellékrész, vérömleny ne maradhasson a méhben. Specifikus kezelések során a vetélésre hajlamosító alapbetegséget gyógyítják a következő terhesség vállalása előtt. Így például meggyógyítják az asszony fertőzését, szükség esetén a férjét is. Méhnyak-elégtelenség esetén méhszájzáró műtétet végeznek, ami után szigorú ágynyugalom és méhellazító gyógyszeres kezelés következik. Ismétlődő vetélések esetén megvizsgálják mind a férj, mind a feleség kromoszómáit. Az egyre koraibb ismétlődő vetélések esetén ellenanyag-vizsgálatot végeznek az Országos Hematológiai Intézetben. Pozitív esetben a férjtől vett fehérvérsejtek (limfociták) a feleségnek adott transzfúziójával lehet csökkenteni az antitest-termelést. Erre alkalmas lehet még a terhes anya vérének „átmosása” (plazmaferezis), mellyel csökkenthetik a magzat elleni ellenanyagok szintjét.